# Raymer
Raymer és una població dels Estats Units a l'estat de Colorado. Segons el cens del 2000 tenia 91 habitants.

## Demografia
Segons el cens del 2000, Raymer tenia 91 habitants, 37 habitatges, i 26 famílies. La densitat de població era de 49,5 habitants per km².
Dels 37 habitatges en un 27% hi vivien nens de menys de 18 anys, en un 54,1% hi vivien parelles casades, en un 10,8% dones solteres, i en un 29,7% no eren unitats familiars. En el 24,3% dels habitatges hi vivien persones soles el 5,4% de les quals corresponia a persones de 65 anys o més que vivien soles. El nombre mitjà de persones vivint en cada habitatge era de 2,46 i el nombre mitjà de persones que vivien en cada família era de 2,92.
Per edats la població es repartia de la següent manera: un 28,6% tenia menys de 18 anys, un 7,7% entre 18 i 24, un 20,9% entre 25 i 44, un 24,2% de 45 a 60 i un 18,7% 65 anys o més.
L'edat mediana era de 38 anys. Per cada 100 dones de 18 o més anys hi havia 103,1 homes.
La renda mediana per habitatge era de 26.250 $ i la renda mediana per família de 36.875 $. Els homes tenien una renda mediana de 29.583 $ mentre que les dones 21.875 $. La renda per capita de la població era de 8.470 $. Entorn del 14,8% de les famílies i el 18,8% de la població estaven per davall del llindar de pobresa.

## Poblacions més properes
El següent diagrama mostra les poblacions més properes.